# 詹天佑纪念馆
40°21′29″N 116°00′24″E / 40.3581583°N 116.0067902°E

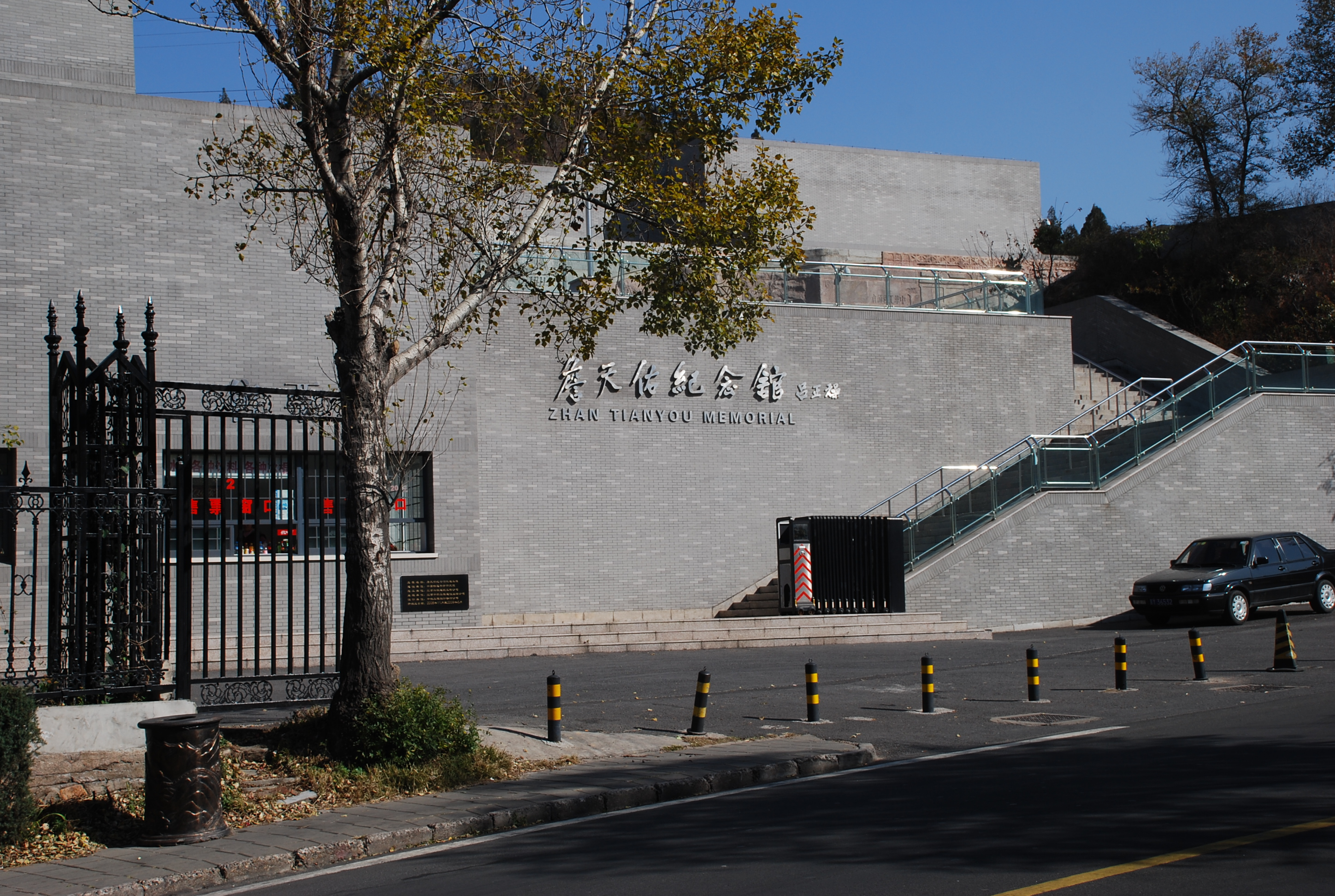
詹天佑纪念馆

詹天佑纪念馆位于中国北京市延庆区八达岭特区，为纪念中国铁路工程师詹天佑而建，隶属于中国铁道博物馆，为国家三级博物馆。

## 简介
1962年，中华人民共和国铁道部在青龙桥站设立詹天佑临时陈列室。1984年，铁道部成立了詹天佑纪念馆筹建委员会。1987年11月6日，詹天佑纪念馆正式建成并开馆，全国政协副主席吕正操为该馆开馆剪彩。
1992年，该馆获评为北京市爱国主义教育基地。1995年，该馆获评为铁路爱国主义教育基地。1997年，该馆对展陈进行改造。2008年，该馆被评为北京市科普教育基地，基建和展陈进行了全面改造。2009年，该馆被评为国家三级博物馆、北京市青少年学生校外活动基地。2010年，该馆被评为全国科普教育基地。